# The Places You Have Come to Fear the Most
The Places You Have Come to Fear the Most es el segundo álbum de estudio de la banda estadounidense de rock alternativo Dashboard Confessional. Fue lanzado el 20 de marzo de 2001 a través de Vagrant Records y fue producido por James Paul Wisner.
El álbum recibió un certificado de oro de la RIAA y vendió más de 500.000 copias en Estados Unidos.

## Lista de canciones
Todas las canciones fueron escritas por Chris Carrabba.
1. "The Brilliant Dance" – 3:03
2. "Screaming Infidelities" – 3:46
3. "The Best Deceptions" – 4:15
4. "This Ruined Puzzle" – 2:52
5. "Saints and Sailors" – 2:33
6. "The Good Fight" – 2:27
7. "Standard Lines" – 2:27
8. "Again I Go Unnoticed" – 2:17
9. "The Places You Have Come to Fear the Most" – 2:56
10. "This Bitter Pill" – 3:13